# 1822
Cette page concerne l'année 1822 (MDCCCXXII en chiffres romains) du calendrier grégorien.
L'année 1822 est une année commune qui commence un mardi.

## Événements

### Asie
- Mai : victoire perse du fils du chah Abbas Mirza sur l’empire ottoman à Khuy. Les armées du chah de Perse avancent dans la région du Kurdistan et contrôlent l’Anatolie orientale. Une épidémie de choléra met un terme à leur expansion[1].
- 8 octobre : l'éruption du Galunggung en Indonésie fait 4 011 morts[2].

- Début du règne de Muhammad Ali (Madali), khan de Kokand, âgé de 12 ans (fin en 1842). Sa mère la poétesse Nadira dirige de fait le pays[3].

### Afrique
- 14 février : Radama Ier proclame sa souveraineté sur l’ensemble de Madagascar[4].

- 25 avril : fondation de Monrovia[5] (colonie du Liberia) par l’American Colonization Society pour d’anciens esclaves noirs libérés. Rapidement, la marine américaine doit soutenir militairement la jeune colonie contre l’attaque des tribus indigènes.

- 10 juin : arrivée de missionnaires artisans britanniques à Madagascar[6] (1822 et 1828).
- Juin, Madagascar[6] : Radama Ier se tourne à l’ouest contre le royaume du Menabe et en soumet la partie méridionale[7].

- 5 juillet : l’anglais est institué seule langue officielle de la Colonie du Cap[8].

- Août : le roi du Mandara, Boukar D’jiama, après avoir contracté une alliance matrimoniale avec le Bornou, attaque les Peuls mais est repoussé. Il les attaque de nouveau dans le Diamaré à la fin de l’année et remporte une victoire à Eissa[9]. Boukar (r. 1773-1828), qui règne du sud du lac Tchad au massif du Midif sur un pays prospère, résiste depuis le début du siècle aux assauts de l’expansion foulbé. Impressionné par cette résistance, le Bornou, situé plus à l’ouest, lui propose une alliance. Après une dizaine d’années, le Bornou annexera le Mandara[10].

- 8 septembre : le sultan de Mascate Seyyd Saïd signe le traité Moresby (en) avec Sir Robert Farquhar, gouverneur britannique de l’île Maurice, qui reconnaît l’autorité d’Oman sur la côte africaine du cap Guardafui au cap Delgado. En retour, le sultan interdit à ses sujets d’exporter des esclaves vers les nations chrétiennes et vers l’Inde[11]. À Zanzibar, l’interdiction de la traite, quoique inefficace, provoque une baisse sensible du prix des esclaves à l’exportation (40 dollars par tête vers 1780, 25 vers 1815, 20 en 1825).
- Septembre : prétentions britanniques sur Lourenço Marques (Mozambique). Le capitaine William Fitzwilliam Owen s'installe dans la baie de Delagoa (1822-1825)[12].
- Octobre : révolte au Soudan contre le système d’impôts imposé par l'Égypte (fin en 1824). Ismaïl Kamil est brûlé vif. La situation sera rétablie par le defterdar Mohammed Kousrao[13].

- 30 novembre : Abd ar-Rahman succède à son oncle Mulay Slimane comme sultan du Maroc[14] (fin en 1859). Il est proclamé héritier à Fès et reçoit la soumission du pays, notamment des chefs berbères. Il prend la direction d’un pays très affaibli et gagné par l’anarchie. Son habileté politique lui permet de rétablir un calme relatif pendant quelques années.

- Échec de la conciliation entre l’Angola et le Brésil[4]. Son indépendance acquise, le Brésil, dont la prospérité est fondée en partie sur les richesses des colonies africaines, Angola et Mozambique, propose de constituer une fédération. Le projet n’aboutit pas, bien que les Portugais du Brésil aient pris en Angola la relève de ceux de Lisbonne. Monopolisant le commerce des esclaves, ils édifient des fortunes considérables dont une partie a servi à la construction de la ville de Luanda.

- À partir de 1822, Tchaka déploie ses armées zoulous à l’est du Drakensberg[15]. Face à lui, de nombreuses collectivités choisissent de fuir, attaquant au passage leurs voisins, ce qui ajoute à la confusion. La carte ethnique de la région est bouleversée (Mfecane, « mouvement tumultueux de populations). Certains chefs préfèrent faire leur soumission aux Zoulou.

### Amérique
- 9 janvier, Brésil : jour du « fico ». Dom Pedro, fils aîné du roi Jean VI de Portugal et prince régent du Brésil, refuse de se rendre au Portugal sur la convocation des Cortes et, appuyé par la population, décide de rester à Rio de Janeiro en disant « fico », « je reste ». Cet épisode préfigure la proclamation de l'indépendance, survenue le 7 septembre de la même année[16]. Début de la guerre d'indépendance du Brésil. José Bonifácio de Andrada e Silva est nommé ministre de l’Intérieur et des Affaires étrangères.

- 9 février : Jean-Pierre Boyer, président de la république d'Haïti, annexe la partie orientale de l'île[17].
- 16 février : José Bonifacio convoque à Rio de Janeiro un conseil des députés des provinces (procuradores provinciais) pour aider le gouvernement[18]. Les députés du Nord, bloqués par la guerre avec les garnisons portugaises, ne peuvent pas venir. José Bonifacio fait nommer l’amiral britannique lord Cochrane à la tête de la flotte brésilienne. Aidé des troupes et de la milice, il encercle les Portugais à Bahia. Ils doivent abandonner la ville. Puis Cochrane soumet le Maranhão et le Pará sans difficultés.
- 19 - 21 février : premiers combats entre les indépendantistes de Bahia et les troupes portugaisesInácio Luís Madeira de Melo. Début du siège de Salvador[19].

- 7 avril : victoire difficile des royalistes espagnols sur les insurgés colombiens de Simón Bolívar à la bataille de Bomboná[20].
- 21 avril : victoire des patriotes de Sucre à la bataille de Riobamba, en Équateur[20].

- 13 mai : Dom Pedro est proclamé défenseur et protecteur perpétuel du Brésil par la municipalité de Rio de Janeiro.
- 19 mai : Agustín de Iturbide est proclamé empereur du Mexique[21].
- 24 mai : en liaison avec l’insurrection de Guayaquil, le général Sucre, lieutenant de Simón Bolívar, est vainqueur des troupes espagnoles royalistes à Quito à la bataille du mont Pichincha. Le 29 mai, l’Équateur intègre la Grande Colombie avec la Colombie et le Venezuela[20].

- 5 juin : convocation de l’Assemblée constituante du Brésil[22].
- 19 juin : James Monroe reçoit le chargé d’affaires de la Grande Colombie Manuel Torres ; les États-Unis sont le premier pays non latino-américain à reconnaitre l’indépendance de la nouvelle république[21].
- 21 juin : échec de la conspiration de Denmark Vesey, un noir libre, qui a prévu d’incendier Charleston (Caroline du Sud) puis les six plus grandes villes de l’État afin de provoquer un soulèvement général des esclaves de la région. La conspiration est trahie et Vesey et les cinq principaux conspirateurs sont pendus le 2 juillet[23].

- 21 juillet : couronnement de l'empereur Augustin Ier du Mexique (fin en 1823)[24].
- 26 - 27 juillet : rencontre entre Simón Bolívar et José de San Martín à Guayaquil au sujet de l'indépendance de l'Amérique du Sud espagnole[20].

- 7 septembre : date officielle retenue pour la proclamation de l'indépendance du Brésil. Selon la tradition, sur les bords de la rivière Ipiranga, Dom Pedro, de retour d'un voyage à São Paulo, reçoit les dépêches de Lisbonne : les Cortès ont réduit ses pouvoirs et critiqué durement sa politique. Sa réaction est brutale. C’est le « grito do Ipiranga » (le cri d’Ipiranga) : « l’indépendance ou la mort ! » (« Independência ou Morte! »)[16].
- Septembre : mobilisation contre le projet d’union du Haut-Canada et du Bas-Canada[25].

- 12 octobre, Dom Pedro se proclame empereur constitutionnel et défenseur du Brésil sous le nom de Pierre Ier du Brésil (Pedro Ier)[18].
- 24 octobre - 14 décembre : au congrès de Vérone, George Canning, ministre des Affaires étrangères britannique (1822-1827) s’oppose à un projet d’intervention contre les colonies espagnoles indépendantistes d’Amérique proposé par le tsar[26].

- 8 novembre : les loyalistes portugais échouent à forcer le siège de Salvador à la bataille de Pirajá[19].
- 24 novembre : victoire royaliste sur l'armée indépendantiste colombienne de Sucre à la première bataille de la Cuchilla de Taindala[27].

- 1er décembre : couronnement de Pierre Ier, empereur du Brésil[16].
- 8 décembre : victoire navale brésilienne sur les loyalistes au combat du rio Cotegipe[28].
- 12 décembre : sollicité par James Monroe, le Congrès des États-Unis reconnaît l’indépendance du Mexique[21].
- 23 décembre : Sucre prend d’assaut la ville de Yacuanquer après la deuxième bataille de la Cuchilla de Taindala[27].

### Europe

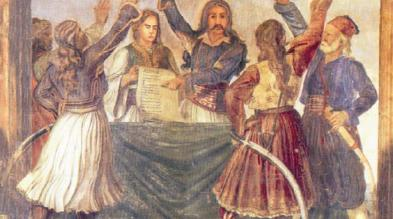
Janvier : délégués à l'Assemblée nationale d'Épidaure

- 13 janvier : l’Assemblée nationale d’Épidaure proclame l’indépendance de la Grèce[29].
- 17 janvier : Robert Peel est nommé ministre de l’intérieur au Royaume-Uni[30].

- 5 février (24 janvier du calendrier julien) : le chef de l’insurrection de Janina, Ali Pacha, est assassiné après une offre de reddition refusée par les Ottomans qui s’emparent de Janina[29].

- 25 mars : limitation de la liberté de la presse en France (Peyronnet)[31].

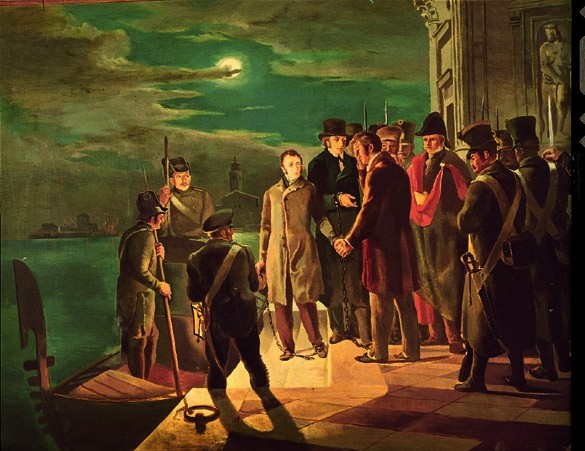
Nuit du 26 mars : arrestation des carbonari Silvio Pellico et Pietro Maroncelli, toile de Carlo Felice Biscarra

- 6-22 mai, Guerre d'indépendance grecque : massacre de Chios[32]. Les Turcs prennent l’île, massacrent ses habitants et réduisent femmes et enfants en esclavage, provoquant l’indignation en Europe.

- 7 juillet, Espagne : affrontements de rue entre exaltés et royalistes à Madrid. Les modérés cèdent la place aux libéraux exaltés (progressistes). L’opposition des absolutistes s’accroît. Le 15 août, ils fondent une régence à la Seu d'Urgell et pratiquent la guérilla[33].

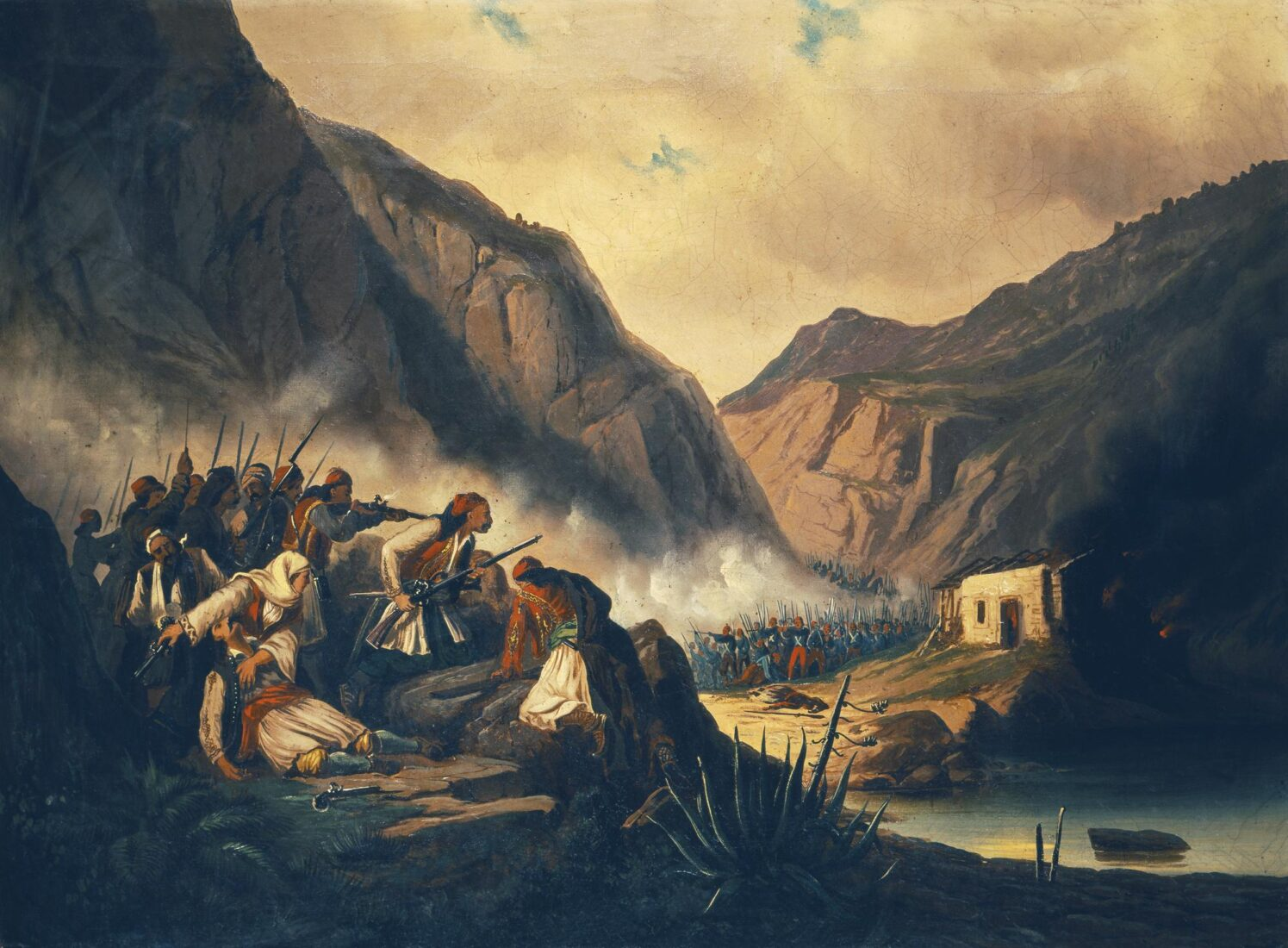
5-8 août : bataille des Dervénakia.

- 16 juillet (24 janvier du calendrier julien) : victoire des Ottomans sur les insurgés grecs à la bataille de Péta[34].

- 5 - 8 août (26-28 juillet du calendrier julien) : victoire des insurgés grecs à la bataille des Dervénakia[35].

- 7 septembre, France : les ultras profitent de l’abandon de Richelieu par le comte d’Artois pour pousser au ministère un de leurs chefs les plus adroits, le comte de Villèle[36].
- 14 septembre : Jean-François Champollion déchiffre les hiéroglyphes[37].
- 16 septembre : George Canning devient ministre des Affaires étrangères britannique (1822-1827)[38].
- 21 septembre : à Paris, exécution des Quatre sergents de La Rochelle, soupçonnés d'être liés à la Charbonnerie[39].
- 23 septembre : constitution libérale au Portugal[40]. Liberté de la presse, chambre unique, abolition de l’Inquisition, veto suspensif pour le roi. Elle institue le principe de l’indivisibilité du territoire portugais et de la citoyenneté de tous ses habitants. Elle est applicable aux possessions d’outre-mer (Angola et Mozambique).

- 6 octobre : bulle Paternae charitatis du pape Pie VII qui rétablit 30 diocèses en France, supprimés à la Révolution[41].
- 20 octobre : début du congrès de Vérone[42] (fin le 14 décembre)[43]. La Sainte-Alliance décide d’intervenir en Espagne pour rétablir l’absolutisme. La France est chargée de rétablir l’ordre monarchique ce qui provoque la protestation du Royaume-Uni. Chateaubriand voit dans une intervention en Espagne l’occasion de mettre fin aux conspirations.

- 7 novembre (24 octobre du calendrier julien) : les Ottomans assiègent Missolonghi, qui résiste jusqu’au 13 janvier 1823 (31 décembre du calendrier julien)[32].

- 12 décembre (30 novembre du calendrier julien) : prise de Nauplie sur les Turcs par des Grecs insurgés[32].

- Nouvelle poussée du luddisme au Royaume-Uni[44].

#### Empire russe
- 26 janvier (14 janvier du calendrier julien) : abandon secret par Constantin, frère d’Alexandre Ier de Russie, de ses droits au trône[45].

- 7 février (26 janvier du calendrier julien[46]) : réforme de l’administration sibérienne, préparée par Speranski, gouverneur de Sibérie. Abolition de la Moyenne horde kazakhe[47].

- 12 mars : nouveau tarif douanier. Retour à un système prohibitif jusqu’en 1857 (assouplissements en 1841 et 1850)[48]. Protection des industries textiles, qui connaissent un grand essor (manufactures d’Ivanovo, manufactures Morozov à Orekhovo-Zuevo, manufacture d’indienne Zindel, fondée en 1823 à Moscou).

- 13 août (1er août du calendrier julien) : interdiction de toutes les sociétés secrètes et des loges maçonniques[49].

- 25 octobre[50] : en Pologne, arrestation des chefs de la Société patriotique, qui poursuit cependant ses activités. Łukasinski est enfermé dans la forteresse de Schlüsselburg, où il meurt en 1868[51].

- Reprise de l’expulsion des Juifs des villages[52].
- Arrestation à Wilno d’un groupe de professeurs et d’étudiants, dont l’historien Joachim Lelewel, tandis que d’autres sont déportés en Russie (dont le poète Adam Mickiewicz)[51].

## Naissances en 1822
- 6 janvier :
  - Menyhért Lónyay, homme d'État hongrois († 3 novembre 1884).
  - Heinrich Schliemann, archéologue allemand († 26 décembre 1890).
- 8 janvier : Carlo Alfredo Piatti, violoncelliste et compositeur italien († 18 juillet 1901).
- 12 janvier : Gustav Bruch, homme politique allemand († 7 juillet 1899).
- 22 janvier : Bernard-Augustin de Cabannes, aristocrate et héraldiste français.
- 25 janvier : William McDougall, avocat et homme politique canadien († 29 mai 1905).
- 30 janvier :
  - Joseph Jaquet, sculpteur belge († 9 juin 1898).
  - Franz Ritter von Hauer, géologue autrichien († 20 mars 1899).

- 7 février : Joaquín Gaztambide, compositeur et chef d'orchestre espagnol († 18 mars).
- 8 février : Maxime Du Camp, écrivain français († 9 février 1894)[53].* 15 février : Theodor Uhlig, altiste, compositeur et critique musical allemand († 3 janvier 1853).
- 25 février : Wilhelm Amberg, peintre allemand († 8 septembre 1899).
- 26 février : Franz Strauss, corniste et compositeur allemand († 21 mai 1905).

- 2 mars : Michael D. Jones, prêtre congrégationaliste et nationaliste gallois († 2 décembre 1898).
- 6 mars : Adolphe Aze, peintre français († 20 mars 1884).
- 7 mars : Victor Massé, compositeur et professeur de composition français († 5 juillet 1884).
- 10 mars : Willem Roelofs, peintre, aquarelliste, aquafortiste et lithographe néerlandais († 12 mai 1897).
- 12 mars : Thomas Buchanan Read, poète et portraitiste américain († 11 mai 1872).
- 16 mars : Rosa Bonheur, peintre et sculptrice française († 25 mai 1899).
- 17 mars :
  - Louis Bonet, peintre belge († 12 juin 1894).
  - Mohamed Saïd Pacha, gouverneur (al-wālī) d'Égypte et du Soudan († 18 janvier 1863).
- 18 mars : Jan Weissenbruch, peintre néerlandais († 15 février 1880).
- 28 mars : Hermann Kanzler, militaire allemand, chef d'état-major des forces armées des États pontificaux († 6 janvier 1888).
- 29 mars : Joseph Quinaux, peintre belge († 24 mai 1895).

- 1er avril : Hector Giacomelli, aquarelliste, graveur et illustrateur français († 1er décembre 1904).
- 2 avril : Luis Sáenz Peña, avocat et homme politique argentin († 4 décembre 1907).
- 7 avril : Apollonie Sabatier, peintre, demi-mondaine et salonnière française († 3 janvier 1890).
- 16 avril : Karl Theodor Robert Luther, astronome allemand († 15 février 1900).
- 21 avril : Torcuato de Alvear, homme politique argentin († 8 décembre 1890).
- 23 avril :
  - Jorge Córdova, général et homme politique bolivien († 23 octobre 1861).
  - Alfred Dehodencq, peintre français († 2 janvier 1882).
  - Louis Lamothe, peintre français († 15 décembre 1869).
- 27 avril : Ulysses S. Grant, futur président des États-Unis († 23 juillet 1885).
- 28 avril : Hugues Merle, peintre de genre, portraitiste français († 16 mars 1881).

- 3 mai : István Bittó, homme d'État hongrois († 7 mars 1903).
- 4 mai : Charles-Eugène Boucher de Boucherville, futur premier ministre du Québec († 10 septembre 1915).
- 12 mai : Wilhelm von Freeden, mathématicien, océanographe et homme politique allemand († 11 janvier 1894).
- 20 mai :
  - Aristide Hignard, compositeur français († 20 mars 1898).
  - Frédéric Passy, homme politique français († 12 juin 1912).
- 27 mai :
  - Johannes Deiker, peintre allemand († 23 mai 1895).
  - Joseph Joachim Raff, compositeur germano-suisse († 24 juin 1882).
- 31 mai :
  - Jules Dauban, peintre français († 6 septembre 1908).
  - Rafael Hernando, compositeur espagnol de zarzuelas († 10 juillet 1888).

- 2 juillet : Prosper Drion, sculpteur belge († 27 janvier 1906).
- 3 juillet : Héliodore Pisan, peintre, aquarelliste et graveur français († 18 juillet 1890).
- 7 juillet : Charles Poisot, pianiste, compositeur et musicographe français († 4 mars 1904).
- 8 juillet : Friedrich Kaulbach, peintre allemand († 17 septembre 1903).
- 15 juillet :
  - Charles Busson, peintre français († 4 avril 1908).
  - Pierre-Victor Galland, peintre décorateur et ornemaniste français († 30 novembre 1892).
- 18 juillet, Adam Fabricius, prêtre et historien danois († 24 août 1902).
- 21 juillet :
  - Victor Chavet, peintre français († 1906).
  - Auguste Delâtre, peintre, graveur, illustrateur et imprimeur français († 25 juillet 1907).
- 22 juillet :
  - Gregor Mendel, généticien († 6 janvier 1884).
  - Josef Haltrich, enseignant, pasteur et folkloriste saxon austro-hongrois († 17 mai 1886).
- 25 juillet : Santiago Arcos,  écrivain, journaliste et homme politique chilien († 22 septembre 1874).

- 1er août : Vincent Fossat, peintre et illustrateur italien († 27 février 1897).
- 4 août : José Milla y Vidaurre, auteur et diplomate guatémaltèque († 30 septembre 1882).
- 5 août : Francesco Saverio Altamura, peintre italien († 5 janvier 1896).
- 12 août : Rodolphe Bresdin, dessinateur et graveur français († 11 janvier 1885).
- 15 août : Wilhelm Rust, musicologue et compositeur allemand († 2 mai 1892).
- 22 août : Édouard Fiers, sculpteur belge († 22 décembre 1894).
- ? août : Ricardo López Jordán, chef militaire et homme politique argentin († 22 juin 1889).

- 3 septembre :
  - Gabriel Milin, écrivain de langue bretonne († 27 décembre 1895).
  - Stefano Ussi, peintre italien († 22 septembre 1901).
- 13 septembre : Félix-Joseph Barrias, peintre français († 24 janvier 1907).
- 26 septembre : Victor Casimir Zier, peintre polonais († ?).

- 2 octobre : Jan Kappeyne van de Coppello, homme politique néerlandais († 28 juillet 1895).
- 4 octobre : Rutherford B. Hayes, futur président des États-Unis († 17 janvier 1893).
- 11 octobre : Teofil Fabiny, homme politique hongrois († 4 mars 1908).
- 28 octobre : Frederik Abrahamson, officier et homme politique danois († 7 février 1911).

- 7 novembre : Édouard Gregoir, pianiste, musicographe, compositeur en pédagogue belge († 26 juin 1890).

- 5 décembre : Joseph Barsalou, homme d'affaires et homme politique canadien († 17 mai 1897).
- 9 décembre : Wilhelm Gentz, peintre allemand († 23 août 1890).
- 10 décembre : César Auguste Franck, professeur, organiste et compositeur d'origine belge, naturalisé français († 8 novembre 1890).
- 18 décembre : Bernardo de Irigoyen, homme politique argentin († 27 décembre 1906).
- 19 décembre : Charles-Gustave Housez, peintre français († 6 juillet 1894).
- 22 décembre : Charles Lebouc, violoncelliste français († 6 mars 1893).
- 27 décembre :
  - Louis Pasteur, scientifique, chimiste et physicien français, pionnier de la microbiologie († 28 septembre 1895).
  - Michele Rapisardi, peintre italien († 19 décembre 1886).
  - Sophie Vincent-Calbris, peintre française († 6 février 1859).

- Date précise inconnue :
  - Karamchand Uttamchand Gandhi, homme politique indien († 16 novembre 1885).
  - Jovino Novoa Vidal, homme politique chilien († 1895).
  - Antonio Puccinelli, peintre italien († 1897).
  - Giulio Regondi, guitariste, concertiniste et compositeur italien († 6 mai 1872).
  - Luigi Stabile, peintre italien de l'école napolitaine († ?).

## Décès en 1822
- 3 janvier : Johann Christian von Mannlich, peintre et architecte allemand (° 2 octobre 1741).
- 12 janvier : Johann Gottlob Schneider, philologue et naturaliste allemand (° 18 janvier 1750).

- 4 février : Jean-Baptiste Cyrus de Timbrune de Thiembronne, général français (° 22 septembre 1757).
- 5 février : Ali Pacha de Janina, gouverneur de la région de l'Épire pour le compte de l'Empire ottoman (° vers 1750).

- 15 avril : Bruno Blanchet, homme politique haïtien (° 26 décembre 1760).
- ? avril : Dmitri Levitski, peintre russe (° 1735).

- 11 mai : Gérard van Spaendonck, peintre et graveur d'origine néerlandaise installé en France (° 22 mars 1746).
- 17 mai : Armand Emmanuel du Plessis de Richelieu, homme politique français (° 25 septembre 1766).

- 3 juin : René Just Haüy, minéralogiste français (° 28 février 1743).
- 25 juin : Ernst Theodor Amadeus Hoffmann, écrivain, compositeur, dessinateur et juriste allemand (° 24 janvier 1776).

- 8 juillet : Percy Bysshe Shelley, poète romantique britannique noyé en Italie (° 4 août 1792).
- ? juillet : Amand Vanderhagen, clarinettiste, compositeur et pédagogue flamand (° 1753).

- 16 août : Adam von Aretin, diplomate et littérateur allemand (° 27 août 1769).
- 18 août :
  - Armand-Charles Caraffe, peintre français (° 1762).
  - Henri Édouard Truchot,  peintre français (° 3 mai 1798).
- 19 août : Jean-Baptiste Delambre, astronome français (° 19 septembre 1749).
- 25 août : William Herschel, astronome britannique (° 15 novembre 1738).

- 4 septembre : Francisco Javier de Elío, haut militaire espagnol (° 4 mars 1767).
- 12 septembre : Baba Sadayoshi, interprète et érudit en sciences hollandaises (Rangaku) japonais (° 1787).

- 2 octobre : Evan Nepean,  homme politique britannique (° 9 septembre 1751).
- 13 octobre : Antonio Canova, sculpteur néoclassique italien (° 1er décembre 1757).

- 6 novembre : Claude Louis Berthollet, chimiste français (° 9 décembre 1748).
- 17 novembre : Joaquim Machado de Castro, sculpteur portugais (° 19 juin 1731).
- 26 novembre : Karl August von Hardenberg, homme politique prussien (° 31 mai 1750).

- 13 décembre : Tommaso Conca, peintre italien (° 22 décembre 1734).

- Date inconnue :
  - Halet Efendi, diplomate et homme politique ottoman (° 1761).
  - Martín de Garay, homme d’État espagnol (° 1771).